# Scramble (jogo de vídeo)
Scramble (スクランブル ou sukuranburu) é um jogo de arcade pertencente à categoria dos jogos de nave de rolagem horizontal (horizontal scrolling shooter). Foi feito pela Konami em 1981 e manufaturado e distribuído pela Stern nos EUA.

## Jogabilidade
O jogador controla uma aeronave chamada comumente de "Jet" e este precisa guiá-la em fases que rolam horizontalmente, destruindo inimigos e obstáculos que aparecem no caminho.A nave está armada com fogos atirados para frente e com bombas, cada arma tem seu próprio botão. O jogador deve evitar a colisão com o terreno e outros inimigos, enquanto simultaneamente mantém seu suprimento limitado de combustível, que diminui a medida que o tempo passa. Esse combustível pode ser adquirido ao destruir tanques de combustível.
O jogo é dividido em seis fases, cada uma com um design diferente. Não há separação entre as fases, a nave simplesmente segue à nova fase. Pontos são ganhos dependendo de quanto tempo o jogador permanece vivo e também ao destruir tanques de combustível e inimigos. Na última fase, deve-se destruir uma base. Após destruí-la, uma bandeira aparece no canto da tela indicando a missão completa. Daí, este jogo recomeça com a dificuldade incrivelmente aumentada. 